# Rosa Amorim
Rosa Karina Souza de Amorim (Caruaru, 1 de dezembro de 1996) é uma ativista e política brasileira. Atualmente é deputada estadual de Pernambuco pelo PT.

## Biografia
Filha dos dirigentes do MST Pernambuco, Rubneuza Leandro e Jaime Amorim, Rosa Amorim nasceu em Caruaru, e foi criada no assentamento Normandia, na zona rural do município. Em sua infância e adolescência, acompanhava seus pais em marchas, ocupações e encontros do MST.
Aos 16 anos, passou a integrar movimentos estudantis, ingressando no Levante Popular da Juventude. Nesse período, ingressou no curso de teatro da Universidade Federal de Pernambuco. Posteriormente, tornou-se diretora de cultura da União Nacional dos Estudantes (UNE).
Articulou a campanha Mãos Solidárias durante a pandemia de covid-19, que criou cozinhas solidárias, bancos populares de alimentos, hortas comunitárias em Pernambuco, e foi coordenadora do Armazém do Campo no centro da capital, Recife.
Em 2022, foi candidata a deputada estadual pelo Partido dos Trabalhadores. Foi eleita com 42.632 votos.